# Lybnopaeus avernus
Lybnopaeus avernus là một loài bọ cánh cứng trong họ Lycidae. Loài này được Kazantsev miêu tả khoa học năm 1997.